# Шапиро, Иосиф Соломонович (физик)
Иосиф Соломонович Шапиро (13 ноября 1918 года, Киев, Украинская держава — 11 марта 1999 года, Москва, Россия) — советский и российский физик-теоретик, специалист в области физики ядра и элементарных частиц, член-корреспондент АН СССР (1979), член-корреспондент РАН (1991).

## Биография
Родился 13 ноября 1918 года в Киеве в семье служащего.
В 1926 году — вместе с родителями переехал в Москву.
В 1941 году — окончил физический факультет МГУ (по кафедре физической оптики), параллельно в том же году окончил второй курс Щукинского театрального училища.
После начала войны окончил военное училище воевал в полевой артиллерии на Центральном и 1-м Белорусском фронтах.
После демобилизации прошёл дополнительную подготовку по ядерной физике, организованной в МГУ, и с 1945 года вёл научную деятельность на физическом факультете МГУ.
С 1958 по 1981 годы — работал в Институте теоретической и экспериментальной физики.
В 1979 году — избран членом-корреспондентом АН СССР, в 1991 году — стал членом-корреспондентом РАН.
С 1981 года — работал в Физическом институте имени П. Н. Лебедева Академии наук СССР (в должности заведующего сектором).
С 1946 года — вёл преподавательскую деятельность, читая лекции в МГУ, МФТИ, более двадцати лет — профессор Московского инженерно-физического института.
Умер 11 марта 1999 года, урна с прахом захоронена в семейном захоронении Донского кладбища (уч. № 2) Москвы.

## Научная деятельность
Специалист в области физики ядра и частиц.
Его научным руководителем являлся будущий Лауреат Нобелевской премии и Академик Илья Михайлович Франк, с которым в 1946 году впервые в СССР была сооружена управляемая камера Вильсона для исследований в области космических лучей и физики ядра, и первая, опубликованная в 1948 году, научная работа (выполненна совместно с И. М. Франком) была посвящена экспериментальному исследованию состава горизонтальной составляющей космического излучения на уровне моря.
Готовясь к сдаче кандидатских экзаменов, придумал и решил задачу — расчёт коэффициентов внутренней конверсии с образованием пар для ядерных переходов любой мультипольности (задача опубликована в 1949 году в «Журнале теоретической и экспериментальной физики»).
В 1955 году получил разложение релятивистской волновой функции по состояниям с определённым четырёхмерным угловым моментом, образующим унитарное бесконечномерное представление группы Лоренца, которое позднее было обобщено математиками на многомерные пространства. Преобразование Шапиро используется для разделения переменных в релятивистских уравнениях, теории рассеяния и в релятивистской проблеме связанных состояний (ныне весьма актуальной).
В 1956—1965 годах им были выполнены работы по несохранению пространственной чётности, и был среди первых, показавших возможность несохранения четности и значение этого факта для ядерной физики.
Впервые вычислил вероятности различных эффектов несохранения чётнaот сильного взаимодействия, могут усиливаться до уровня, доступного экспериментальному наблюдению, что дало толчок к развитию направления исследований, которое оказалось впоследствии чрезвычайно плодотворным.
Вел исследования задач, связывающих физику процессов в ядре с физикой элементарных частиц. В 1961 году предложил и затем развил новый подход к теории прямых ядерных реакций, базирующихся на нерелятивистском аналоге полевой диаграммной техники, что привело к указанию эффективных методов идентификации механизма реакций и извлечения информации об элементарном акте из ядерных данных.
В 1969 году он сформулировал идею о существовании ядерно подобных систем, состоящих из бариона и антибариона.
В 1986—1987 годах развил для ядерной материи (нейтронные звезды, тяжёлые ядра) теорию триплетного куперовского спаривания с сильной спин-орбитальной связью, рассмотрев физические свойства различных сверхтекучих фаз и возможные их наблюдаемые проявления.
Интересовался историей физики: в 1972 году в журнале «Успехи физических наук» опубликовал статью «К истории открытия уравнений Максвелла», вызвавшая интерес в научных кругах. Статья после была переведена на ряд иностранных языков, прочитал цикл лекций по истории науки (о неевклидовой геометрии, законе сохранения энергии, «Математическим началам натуральной философии» Исаака Ньютона) в ИТЭФ и в ФИАН.
По его инициативе и под его руководством было проведено несколько проблемных международных семинаров по ядерной физике (в 1967-м, в 1970-м, в 1973-м годах) с участием видных советских и иностранных учёных.
Совместно с В. М. Галицким в 1970 году организовал Школу Московского инженерно-физического института по теоретической ядерной физике.
Являлся членом редколлегии международного журнала «Nuclear Physics. Ser. A (Intermediate Energies)», членом редколлегии журнала «Письма в редакцию ЖЭТФ».

## Награды
- Орден Отечественной войны II степени (1985)